# Луций Хостилий Тубул
Луций Хостилий Тубул (на латински: Lucius Hostilius Tubulus) е сенатор на Римската република през 2 век пр.н.е. Произлиза от клон Тубул на фамилията Хостилии.
Луций Тубул става претор през 142 пр.н.е. Обвинен е в изнудване от народния трибун Публий Муций Сцевола. Сенатът дава ръководството на изследванията по процеса за подкуп на консула Гней Сервилий Цепион. Осъден е и е изпратен през 141 пр.н.е. в изгнание.
Вероятно е прародител на Луций Хостилий Тубул, който е магистър на Монетния двор през 105 пр.н.е.